# Shinkolobwe
Shinkolobwe è una città mineraria nella provincia del Katanga, nella Repubblica Democratica del Congo, situata presso la città, più grande, di Likasi e circa 120 miglia a nord-ovest di Lubumbashi. Precedentemente era nota come Kasolo (da cui prende il nome il minerale locale, la kasolite).

## La miniera di Shinkolobwe

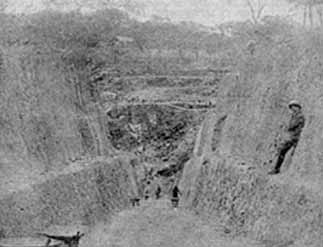
La miniera a cielo aperto di Shinkolobwe, nel 1920

La miniera era situata al centro di una fascia mineralizzata ad uranio, lunga 400 km, che si estende dal sud di Lumumbashi a Kalongwe, ad ovest di Kolwezi. 
La popolazione ammonta a circa 15 000 abitanti.
Gli Stati Uniti utilizzarono l'uranio proveniente da Shinkolobwe per produrre la bomba atomica lanciata su Hiroshima.
Edgar Sengier, l'allora direttore della Union Minière du Haut Katanga, a partire dal 1939 vendette all'America 1 200 tonnellate di minerale di uranio.
La miniera fu ufficialmente chiusa il 28 gennaio 2004 per decreto presidenziale. Malgrado questo, vi furono 8 morti oltre a tredici feriti nel luglio 2004, quando crollò una parte della vecchia miniera.
Benché la produzione industriale cessò quando gli accessi alla miniera vennero sigillati da colate di cemento, c'è tuttora l'evidenza di una estrazione a livello artigianale.

### Il giacimento uranifero
Il giacimento uranifero di Shinkolobwe venne sfruttato per la grande ricchezza di uraninite (il minerale primario del giacimento), che si rinviene in croste e filoni o anche finemente diffuso nella ganga.

Dove il riempimento delle diaclasi è parziale, l'uraninite forma frequentemente cristalli cubici.
A Shinkolobwe e nei distretti vicini quali Luiswishi, Kalongwe, Kambove, Ruashi, Kamoto e Luishya, la trasformazione dell'uraninite ha prodotto numerosi minerali secondari d'alterazione, più o meno frequenti localmente, quali:
- Schoepite e Paraschoepite
- Becquerelite
- Billietite
- Sklodowskite
- Uranofane
- Cuprosklodowskite
- Kasolite
- Soddyite
- Curite
- Wölsendorfite
- Masuyite
- Torbernite e Metatorbernite
- Saléeite
- Renardite
- Parsonsite
- Ianthinite
- Rutherfordine
- Studtite
- Sharpite
- Vandenbrandeite
- Sengierite
- Carnotite

Per i seguenti minerali costituisce la località tipo:
- Bijvoetite-(Y)
- Cattierite
- Comblainite
- Cousinite
- Dewindtite
- Dumontite
- Fourmarierite
- Lepersonnite-(Gd)
- Metasaléeite
- Metaschoepite
- Metastudtite
- Metavandendriesscheite
- Oursinite
- Piretite
- Protasite
- Richetite
- Roubaultite
- Sayrite
- Stilleite
- Urancalcarite
- Vandendriesscheite
- Wyartite

Sono infine presenti altri minerali secondari non uraniferi:
- Wulfenite
- Ossidi neri (di cobalto, nickel e manganese)
- Garnierite
- Aragonite
- Quarzo